# David Grann

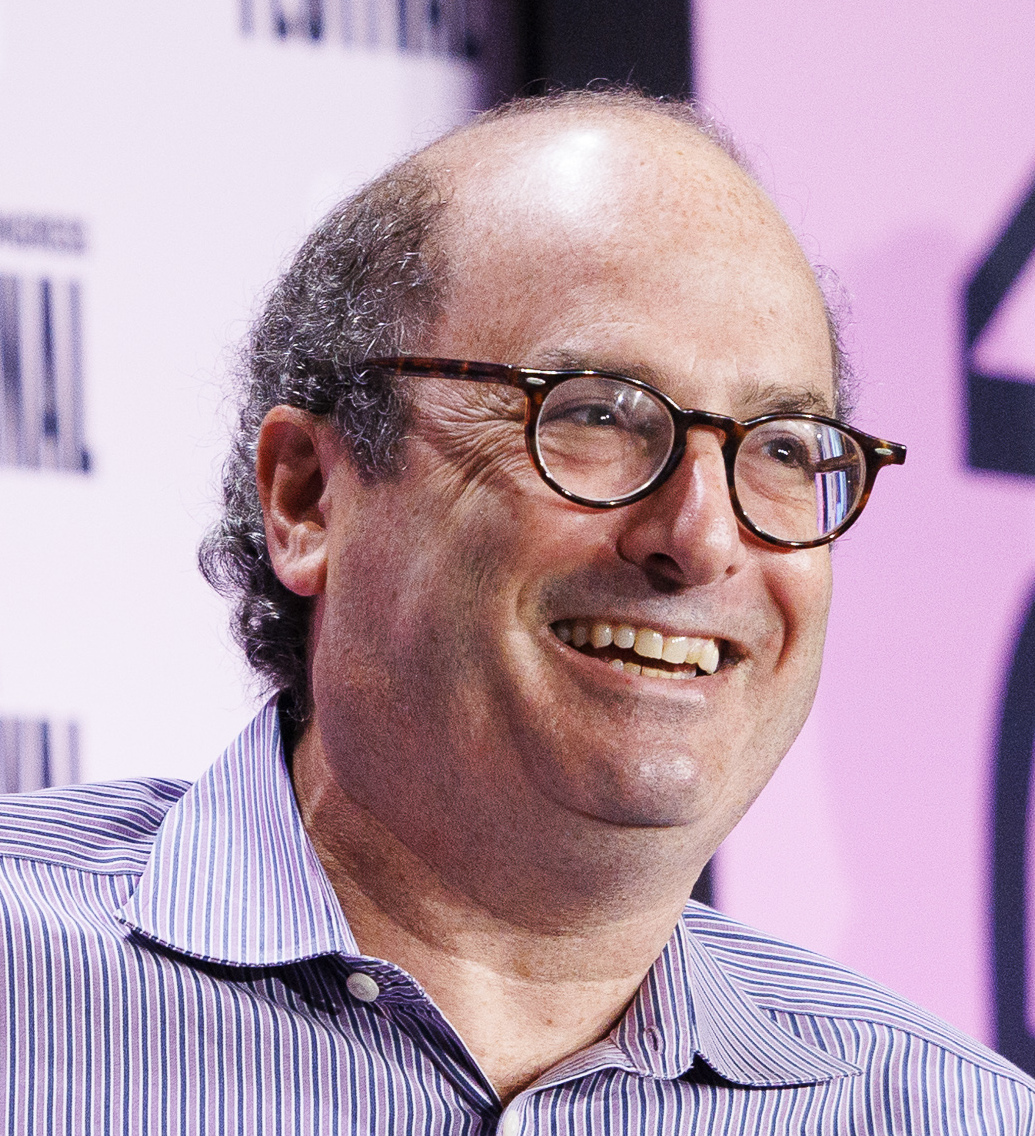
David Grann (2023)

David Elliot Grann (* 10. März 1967 in New York City) ist ein US-amerikanischer Journalist und Schriftsteller. Er ist Redakteur bei der Zeitschrift The New Yorker und schrieb unter anderem für The Hill und The New Republic. Seine historischen True-Crime-Sachbücher sind Bestseller und wurden in mehrere Sprachen übersetzt. Sein bekanntestes Werk ist das 2023 von Martin Scorsese verfilmte Killers of the Flower Moon.

## Leben und Karriere

### Jugend und Ausbildung
David Grann kam als Sohn des Onkologen Viktor Grann und der Herausgeberin Phyllis E. Grann in New York zur Welt. Sein Vater war Direktor des Bennett Cancer Centers in Stamford, Connecticut, seine Mutter war als erste Frau CEO des Verlages Putnam Penguin. Er hat zwei Geschwister, die als Filmemacher und Radioonkologin tätig sind.
1989 schloss er am Connecticut College ein Bachelorstudium in Government ab. Während seines Studiums weilte er zu Recherchezwecken in Mexiko und begann dort seine Laufbahn als freiberuflicher Journalist. 1993 absolvierte er an der Fletcher School ein Masterstudium in International Relations. Obwohl er zunächst auf eine Karriere als Romanautor hoffte, begann er 1994 als Lektor bei The Hill in Washington, D.C. zu arbeiten. Im selben Jahr erwarb sich Grann einen weiteren Mastertitel in kreativem Schreiben an der Boston University, wo er selbst Kurse zu Fiktion und kreativem Schreiben gab.

### Journalist und Buchautor
Nachdem er bei The Hill zum Chefredakteur aufgestiegen war, wechselte Grann 1996 als leitender Redakteur zum Politmagazin The New Republic. 2003 begann er als Redakteur bei der Kulturzeitschrift The New Yorker und war zwei Jahre später einer der Finalisten beim Michael Kelly Award. 2009 wurde er für seinen Artikel Trial by Fire über den fünf Jahre zuvor hingerichteten Cameron Todd Willingham sowohl mit dem George Polk Award als auch mit dem Sigma Delta Chi Award ausgezeichnet. In einem weiteren investigativen Artikel, The Mark of a Masterpiece, zweifelte er an den Methoden des Forensikers Peter Paul Biro, der behauptet, verlorene Meisterwerke mithilfe von Fingerabdrücken auf ihre Authentizität hin prüfen zu können. Eine Verleumdungsklage Biros gegen Grann und den New Yorker wurde abgewiesen. Der Artikel war 2011 Finalist beim National Magazine Award.
Grann veröffentlichte 2009 sein erstes Non-Fiction-Buch, The Lost City of Z (deutsch Die versunkene Stadt Z), in dem er das Verschwinden des britischen Abenteurers Percy Fawcett im Amazonas thematisiert und unter anderem neue Erkenntnisse zu dessen Todesumständen liefert. Mit dem Titel schaffte er es auf die Shortlist des Samuel Johnson Prize. Mehr als drei Jahre Arbeit investierte er in sein zweites Buch Killers of the Flower Moon. Darin befasst er sich mit den Osage-Morden in den 1920er Jahren und der damit einhergehenden Etablierung des FBI als bundesweiter Strafverfolgungsbehörde. Sein drittes Buch The White Darkness widmete Grann dem britischen Entdecker Henry Worsley, der 2016 bei dem Versuch, allein die Antarktis zu durchqueren, ums Leben kam. 2023 erschien sein viertes Sachbuch, das sich mit dem Schiffbruch der Wager und der anschließenden Meuterei 1741 beschäftigt. Wie auch Killers of the Flower Moon führte der Titel die Bestsellerliste der New York Times in der Nonfiction-Kategorie an.
Grann ist seit 2000 verheiratet und Vater von zwei Kindern.

## Stil und Rezeption
David Grann ist für seinen investigativen Stil und die damit verbundenen ausführlichen Recherchen bekannt. An seinem preisgekrönten Zeitschriftenartikel Trial by Fire: Did Texas execute an innocent man? arbeitete er ein halbes Jahr lang und reiste mehrmals nach Texas, um Informationsquellen ausfindig zu machen. Jonah Weiner bezeichnete Grann in einem Porträt für das Slate-Magazin als „workhorse reporter“ (Arbeitstier) und meinte, er würde eine „Hingabe in seinen Lesern wecken, die an Besessenheit grenze“.

“The depth of reporting that Grann puts into a piece is evident, however, not because the page drips with his sweat, but rather because volumes of information breeze over us smoothly and inconspicuously.”

„Die Fülle an Berichterstattung, die Grann in einen Artikel steckt, ist augenscheinlich, jedoch nicht, weil die Seiten vor Schweiß triefen, sondern weil die Informationsmengen sanft und unaufdringlich über uns hinwegwehen.“

Bislang wurden fünf von Granns Werken verfilmt: 2016 erschienen Die versunkene Stadt Z unter der Regie von James Gray und der auf einem seiner Artikel beruhende Dark Crimes von Alexandros Avranas. 2018 folgten die ebenfalls auf Artikeln basierenden Ein Gauner & Gentleman von David Lowery und Trial by Fire von Edward Zwick. Martin Scorseses im Jahr 2023 veröffentlichte Adaption von Killers of the Flower Moon mit Lily Gladstone und Leonardo DiCaprio in den Hauptrollen wurde in zehn Kategorien für den Oscar nominiert.

## Bibliografie

### Artikelsammlungen
- 2010: The Devil and Sherlock Holmes: Tales of Murder, Madness, and Obsession. Doubleday, New York, ISBN 978-0-385-51792-8. Sammlung von zwölf Artikeln, darunter u. a.:
  - Crimetown USA: The city that fell in love with the mob, erschienen in The New Republic am 10. Juli 2000.
  - Giving “The Devil” His Due, erschienen in The Atlantic im Juni 2001.
  - Which way did he run?, erschienen im New York Times Magazine am 13. Januar 2002.
  - Trial by Fire: Did Texas execute an innocent man?, erschienen in The New Yorker am 7. September 2009.
- 2018: The Old Man and the Gun. And Other Tales of True Crime. Doubleday, New York, ISBN 978-0-525-56603-8. Sammlung von drei Artikeln:
  - The Old Man and the Gun: Forrest Tucker had a long career robbing banks, and he wasn’t willing to retire, erschienen in The New Yorker am 27. Januar 2003.
  - True Crime: A postmodern murder mystery, erschienen in The New Yorker zwischen 11. und 18. August 2008.
  - The Chameleon: The many lives of Frédéric Bourdin, erschienen in The New Yorker zwischen 11. und 18. August 2008.

### Bücher
- 2009: The Lost City of Z: A Tale of Deadly Obsession in the Amazon. Doubleday, New York, ISBN 978-0-385-51353-1.
  - Die versunkene Stadt Z: Expedition ohne Wiederkehr – das Geheimnis des Amazonas. deutsch von Henning Dedekind, Kiepenheuer & Witsch, Köln 2010, ISBN 978-3-462-04199-6.
- 2017: Killers of the Flower Moon: The Osage Murders and the Birth of the FBI. Doubleday, New York, ISBN 978-0-385-53424-6.
  - Das Verbrechen: Die wahre Geschichte hinter der spektakulärsten Mordserie Amerikas. deutsch von Henning Dedekind, btb Verlag, München 2017, ISBN 978-3-442-75726-8.
  - Neuauflage anlässlich der Verfilmung: Das Verbrechen: Die Osage-Morde und das FBI. Ein True-Crime-Thriller. btb Verlag, München 2023, ISBN 978-3-442-71727-9.
- 2018: The White Darkness. Doubleday, New York, ISBN 978-0-385-54457-3.
- 2023: The Wager: A Tale of Shipwreck, Mutiny and Murder. Doubleday, New York, ISBN 978-0-385-53426-0.
  - Der Untergang der Wager. deutsch von Rudolf Mast, Bertelsmann Verlag, Gütersloh, ISBN 978-3-570-10546-7.

## Auszeichnungen
- 1989: Thomas J. Watson Fellowship
- 2005: Michael Kelly Award (Finalist)
- 2009: George Polk Award
- 2009: Sigma Delta Chi Award
- 2009: Samuel Johnson Prize (Shortlist)
- 2011: National Magazine Award (Finalist)
- 2013: Cullman Fellowship
- 2017: National Book Award (Finalist)
- 2018: Anthony Award
- 2018: Edgar Allan Poe Award